# Kaba Diawara
Pour les articles homonymes, voir Diawara.
Kaba Diawara, né le 16 décembre 1975 à Toulon (Var), est un footballeur international guinéen jouant au poste d'attaquant, reconverti par la suite entraîneur de football.

## Biographie

### Rapide ascension
Il commence le football en professionnel au Sporting Toulon Var, en 1993. Le club était alors en National. Il passe deux saisons et inscrit 11 buts. Il est alors repéré par les Girondins de Bordeaux, avec qui il s'engage en 1995. Il joue son premier match de Ligue 1 le 18 mai 1996 (LOSC 0-2 Bordeaux), match au cours duquel il inscrit son premier but en Ligue 1.
La saison suivante, il joue 29 matchs et marque 7 buts. À 21 ans, il est perçu comme un espoir du football français. Il joue d'ailleurs, à cette époque, en équipe de France espoirs. Son club termine quatrième.
Lors de la saison 1997-98, il est barré par le duo Sylvain Wiltord-Lilian Laslandes sur le front de l'attaque bordelaise. Ainsi, il est prêté pour la fin de saison au Stade rennais pour acquérir du temps de jeu. Il joue 12 matchs et marque 3 buts, dont le but du maintien inscrit à la 73e minute de la dernière journée contre le Toulouse FC.
La saison suivante, il joue plus et marque des buts importants. Le mercato hivernal s'ouvre et il est transféré à Arsenal pour 2 500 000 livres (environ 3 millions d'euros). Il joue son premier match de Premier League le 31 janvier 1999 (victoire 1-0) contre Chelsea FC.
Il est utilisé par Arsène Wenger comme remplaçant de Nicolas Anelka et le club finit vice-champion de Premier League. En fin de saison, il s'engage avec l'Olympique de Marseille (environ 3,5 millions d'euros).

### Une réussite qui le fuit
Il ne jouera qu'une demi-saison à l'Olympique de Marseille, ne marquant qu'un but en 19 matchs disputés, avant de rejoindre le Paris Saint-Germain au mercato d'hiver 2000 dans le cadre d'un échange avec Jérôme Leroy. Après 14 matchs sans buts dans la capitale, le club décide de le prêter aux Blackburn Rovers en décembre 2000. Il joue 5 matchs et est de nouveau prêté 3 mois plus tard toujours en Angleterre, à West Ham.
À l'été 2001, Kaba Diawara n'est plus désiré au Paris SG et il est prêté au Racing de Ferrol. Il retrouve le chemin des filets (5 buts) et joue 15 matchs en Espagne.

### La saison de la revanche
Le club Niçois est alors promu en Ligue 1 et Gernot Rohr veut relancer le joueur. Le pari est gagné car il est, avec 12 buts, le meilleur buteur du club et est un des grands artisans de la belle 10e place du club. Il marque son premier but dès son premier match, le 3 août 2002 contre Le Havre AC. En fin de saison, l'entraîneur et les dirigeants Niçois proposent de le conserver mais le joueur a des demandes salariales au-dessus de celles du club.

### Des expériences exotiques
Après un bref retour au PSG, il s'envole pour le lucratif championnat du Qatar. Il joue d'abord 6 mois pour Al Gharrafa Doha puis s'engage avec Al Kharitiyath. En fin de saison, le club descend en 2e division et il décide de rentrer en France.
C'est Rolland Courbis, qu'il a connu à Bordeaux, qui désire le relancer à l'AC Ajaccio. Il joue 20 rencontres, n'apporte pas l'aide escomptée par son entraîneur et le club termine 18e (premier relégué).
Il s'engage alors en Turquie, au Gaziantepspor, où il réalise une saison correcte (8 buts en 27 matchs). Il s'engage alors avec le club d'Ankaragücü avec qui il termine 9e.
En fin de saison, il change de nouveau de pays et s'engage à Chypre, à l'Alki Larnaca, où il ne reste qu'une demie saison car il s'est blessé et n'était plus payé.

### Retour en France
En juillet 2009, après un stage UNFP, il s'engage pour une saison avec l'AC Arles-Avignon, tout juste promu en Ligue 2, et plus petit budget de sa division. Pour son premier match, il marque un but pour la victoire de son équipe contre Clermont (2-1). Après avoir connu la promotion en Ligue 1 à l'issue de sa première saison, le club provençal, relégué en Ligue 2 l'année suivante, ne souhaitant pas le prolonger, il s'engage en Espagne au Racing de Ferrol en deuxième division espagnole.

### Racing de Ferrol
À peine arrivé au club, le toulonnais s'y impose comme un titulaire indiscutable il obtient même le brassard de capitaine et il est élu meilleur joueur du championnat du mois de janvier.

### Reconversion
Depuis le début de l'année 2013, il est chroniqueur dans l'émission hebdomadaire The Specialists de Canal+, qui traite du championnat anglais. Il est également consultant pour la coupe d'Afrique des nations 2013 sur cette même chaîne.

### Sélectionneur de la Guinée
Le 29 octobre 2021, il est nommé sélectionneur de la Guinée en remplacement de Didier Six.
Le 12 décembre 2021, il est confirmé dans ses fonctions.
En février 2022, il déclare que son contrat est terminé depuis le 31 janvier, mais souhaite cependant continuer.
Le 21 avril 2022, il est choisi parmi 4 candidats, par le CONOR en tant que sélectionneur de l'équipe nationale.
Le 4 août 2024, la Fédération guinéenne annonce la fin de sa collaboration avec Kaba Diawara.

## Palmarès

### En club
- Champion de France en 1999 avec les Girondins de Bordeaux
- Vice-champion de France en 2000 avec le Paris SG
- Vice-champion d'Angleterre en 1999 en Arsenal
- Finaliste de la Coupe de la Ligue en 1997 avec les Girondins de Bordeaux et en 2000 avec le Paris SG

### En Équipe de Guinée
- 29 sélections et 11 buts entre 2004 et 2009

### Distinction individuelle
- Meilleur buteur de l'OGC Nice en 2003 (12 buts)